# アレグザンダー・オブ・スコットランド (1264-1284)
アレグザンダー・オブ・スコットランド（英語：Alexander of Scotland, 1264年1月21日 - 1284年1月28日）は、スコットランド王国の推定相続人であったが、王位を継承する前に早世した。

## 生涯
アレグザンダーはスコットランド王アレグザンダー3世とマーガレット・オブ・イングランドの第2子として、1264年1月21日に生まれた。姉マーガレットと弟デイヴィッドがいる。スコットランド王位はアレグザンダーが継承するものと決められていた。1270年、アレグザンダーはファイフ伯領の継嗣ダンカン3世が幼少の間ファイフ伯とされた。ダンカン3世はこのとき8歳であった。そしておそらく1275年より後に、アレグザンダーはマン領主とされた。マン領はアレグザンダーに収益と「尊厳のある準王族の地位」を与え、同時に新たなスコットランドによる支配が効果的なものであることをマン島民に保証した。
アレグザンダーの母マーガレットが1275年に死去した。アレグザンダーと姉マーガレットの手紙より、アレグザンダーの家族が伯父イングランド王エドワード1世と親しい関係であったことがわかる。アレグザンダーの弟デイヴィッドが1281年に死去し、同年に姉マーガレットはノルウェー王エイリーク2世と結婚した。父アレグザンダー3世は約10年の間、自身の2度目の妃を探すことはせず、息子アレグザンダーにふさわしい結婚相手を見つけることに集中していた。1281年、アレグザンダー3世は息子とフランドル伯ギーの娘マルグリットとの結婚について、フランドル伯ギーと交渉を開始した。アレグザンダーとマルグリットは1282年11月14日にロクスバラで結婚し、翌日祝宴が行われた。
1283年に姉マーガレットがノルウェーにおいて出産の際に死去し、アレグザンダーがスコットランド王の唯一の生存する子供となった。さらにアレグザンダーも、20歳の誕生日の1週間後の1284年1月28日に死去した。アレグザンダーはダンファームリン修道院に埋葬された。4月までの間に、アレグザンダーの妃マルグリットは懐妊していないことがわかり、姉マーガレットの一人娘マーガレットがスコットランド王国の新たな推定相続人となった。父アレグザンダー3世は急いでヨランド・ド・ドルーと2度目の結婚をしたが、アレグザンダー3世は1286年に死去した。